# Список претендентов на премию «Оскар» за лучший фильм на иностранном языке от Косова
Список претендентов на премию «Оскар» за лучший фильм на иностранном языке от Косова содержит в себе все фильмы, снятые Республикой Косово, выдвинутые на премию «Оскар» в номинации «Лучший фильм на иностранном языке». Косово впервые предоставила фильм для участия в премии в 2014 году.
Ниже представлен список фильмов, которые были представлены Косово для номинации на премию «Оскар».

## Список фильмов
| Год церемонии | Название, использованное в номинации | Оригинальное название     | Язык(и)                  | Режиссёр           | Результат      |
| ------------- | ------------------------------------ | ------------------------- | ------------------------ | ------------------ | -------------- |
| 2014 (87-я)   | Три окна и повешение                 | Tri Dritare dhe një Varje | Албанский                | Иса Кёся           | Не номинирован |
| 2015 (88-я)   | Отец                                 | Babai                     | Албанский                | Висар Морина       | Не номинирован |
| 2016 (89-я)   | Дом, милый дом                       | Home Sweet Home           | Албанский                | Фатон Байрактари   | Не номинирован |
| 2017 (90-я)   | Ненужный                             | T’padashtun               | Албанский, нидерландский | Эдон Ризваноли     | Не номинирован |
| 2018 (91-я)   | Женитьба                             | Martesa                   | Албанский                | Блерта Зекири      | Не номинирован |
| 2019 (92-я)   | Зана                                 | Zana                      | Албанский                | Антонета Кастратти | Не номинирован |
| 2020 (93-я)   | Эксиль                               | Exil                      | Немецкий, албанский      | Визар Морина       |                |